# Gare de Saint-Aigny - Le Blanc
La gare de Saint-Aigny - Le Blanc est une ancienne gare ferroviaire française, de la ligne de Saint-Benoît au Blanc, située sur le territoire de la commune du Blanc, à proximité de Saint-Aigny, dans le département de l'Indre, en région Centre-Val de Loire.
Mise en service en 1887 par la Compagnie du chemin de fer de Paris à Orléans (PO), elle est officiellement fermée aux voyageurs en 1940 par la Société nationale des chemins de fer français (SNCF).

## Situation ferroviaire
Établie à 108 mètres d'altitude, l'ancienne gare de bifurcation de Concremiers est située au point kilométrique (PK) 405,9 de la ligne de Saint-Benoît au Blanc, sur la section déclassée, entre les gares de Concremiers et du Blanc. En direction du Blanc, s'intercale le viaduc du Blanc sur la Creuse.
Elle est également l'aboutissement de la ligne de Montmorillon à Saint-Aigny - Le Blanc, après la gare de Saint-Hilaire (Indre).

## Histoire
La halte de Saint-Aigny - Le Blanc est mise en service le 7 novembre 1887 par la Compagnie du chemin de fer de Paris à Orléans (PO) lorsqu'elle ouvre à l'exploitation la dernière section, de Saint-Savin au Blanc, de sa ligne de Poitiers au Blanc.
En 1888, la recette de la station est de 6 328 francs.
Elle est officiellement fermée au service des voyageurs le 27 mai 1940 par la Société nationale des chemins de fer français (SNCF).